# SN 2008fb
SN 2008fb – supernowa typu II odkryta 24 sierpnia 2008 roku w galaktyce UGC 2813. W momencie odkrycia miała maksymalną jasność 16,90m.